# Gent (Adelsgeschlecht)
Das Haus der Burggrafen von Gent war eine Familie des belgischen bzw. französischen Adels. Es trat erstmals als Burggrafen von Gent zu Beginn des 11. Jahrhunderts in Erscheinung. Der Verlust der Burggrafschaft wurde durch den Erwerb der Grafschaft Guînes 1142 kompensiert. Guînes wiederum ging 1331 verloren, während etwa zur gleichen Zeit die Herrschaft Coucy erworben wurde.
Das bekannteste Mitglied der Familie ist Enguerrand VII. de Coucy (1339–1397), Earl of Bedford, Graf von Soissons und Schwiegersohn des englischen Königs Eduard III. Mit seinen Töchtern starb die Familie 1411 aus.
Eine weitere Familie trug den Namen "von Gent" und war vermutlich mit den Burggrafen von Gent eng verwandt, ohne dass dies bislang konkretisiert werden konnte. Zu ihr gehören die Herren und Grafen von Aalst, vor allem aber Gilbert de Gant, 1. Earl of Lincoln und seine Verwandten, die im England des 12. Jahrhunderts eine bedeutende Rolle spielten.

## Stammliste (Auszug)

### Die Burggrafen von Gent
1. Lambert I., Burggraf von Gent um 1010–1031/34
  1. Folkard I, 1031/34–1073 bezeugt
    1. Lambert II., 1071 Burggraf von Gent
      1.  ? Wenemar I., Burggraf von Gent 1088/1118, ⚭ Gisèle de Guînes, Tochter von Baudouin I., Graf von Guînes (Haus Guînes)
        1. Arnould I. († 1169), 1142 Graf von Guînes, ⚭ Mahaut de Saint-Omer, Tochter von Guillaume, Châtelain de Saint-Omer – Nachkommen siehe unten
        2. Siger I., Burggraf von Gent 1114/22
          1. Alice († vor 1154), Erbin der Burggrafschaft Gent, ⚭ Hugo von Encre, Burggraf von Gent 1139

        3. Wenemar II., Burggraf von Gent 1114/35

### Die Grafen von Guînes
1. Arnould I. († 1169), 1142 Graf von Guînes, ⚭ Mahaut de Saint-Omer, Tochter von Guillaume, Châtelain de Saint-Omer – Vorfahren siehe oben
  1. Baudouin II. († 1205), 1169 Comte de Guînes, ⚭ Christine d’Ardres, Erbtochter von Arnould IV. de Marcq, Seigneur d’Ardres, und Adélide d’Ardres
    1. Arnould II. († 1220), 1177 Seigneur d’Ardres, 1203 Châtelain de Bourbourg, 1205 Comte de Guînes, ⚭ Béatrix de Bourbourg († 1214), Erbin der Châtellenie Bourbourg und von Aalst, Tochter von Walter
    2. Baudouin III. († 1244), 1220 Comte de Guînes, Châtelain de Bourbourg, Seigneur d’Ardres, ⚭ Mahaut de Fiennes, Tochter von Guillaume, Seigneur de Fiennes et de Tingry
      1. Arnould III. († nach 1282), 1244 Comte de Guînes, Châtelain de Bourbourg, Seigneur d’Ardres, ⚭ Alix de Coucy, Tochter von Enguerrand III. de Coucy (Haus Boves) und Marie de Montmirail
        1. Baudouin de Guînes († nach 1293), Châtelain de Bourbourg, Seigneur d’Ardres, ⚭ Jeanne de Montmorency, Tochter von Mathieu III. de Montmorency (Stammliste der Montmorency)
          1. Jeanne († 1331), Comtesse de Guînes, ⚭ Jean de Brienne, Graf von Eu (X 1302), (Haus Brienne)

        2. Enguerrand V. de Guînes († nach 1321), Seigneur de Coucy, de La Fère, de Marle, d’Oisy, de Montmirail et de Condé-en-Brie, ⚭ Christine Baillol, Tochter von Thomas – Nachkommen siehe unten
        3. Jean de Guînes († nach 1323), 1311 Vizegraf von Meaux, Seigneur de La Ferté-Gaucher et de La Ferté-Anicoul, de Dronay, de Boissy etc., ⚭ Jeanne de Chantilly, Tochter von Guillaume
          1. Jeanne, ⚭ Gaucher VI. de Châtillon, Seigneur de Châtillon-sur-Marne († 1377), (Haus Châtillon)

      2. Adélvie, ⚭ Guillaume, Châtelain de Saint-Omer, Comte de Fauquembergues

    3. Mahaut († 1262), ⚭ Hugues V. de Châtillon, Graf von Blois und Saint-Pol († 1248), (Haus Châtillon)

  2. Adelide, ⚭ Hugo, Châtelain de Lille 1156/99

### Die Herren von Coucy
1. Enguerrand V. de Guînes († nach 1321), Seigneur de Coucy, de La Fère, de Marle, d’Oisy, de Montmirail et de Condé-en-Brie, ⚭ Christine Baillol, Tochter von Thomas – Vorfahren siehe oben
  1. Guillaume de Coucy († 1335), Seigneur de Coucy, de Marle, de La Fère, d’Oisy et de Montmirail, ⚭ Isabeau de Châtillon genannt "de Saint-Pol" († 1360), Tochter von Guy III., Graf von Saint-Pol, (Haus Châtillon)
    1. Enguerrand VI. († 1346), 1335 Seigneur de Coucy, de Marle, de La Fère et d’Oisy, ⚭ Katharina von Österreich († 1349), Tochter von Leopold I., Herzog von Österreich, (Habsburger)
      1. Enguerrand VII. de Coucy († 1397), 1347 Seigneur de Coucy, de Marle etc., 1365 Earl of Bedford, Graf von Soissons, ⚭ I Isabella von England († 1379), Tochter von Eduard III., König von England, (Haus Plantagenet), ⚭ II Isabella von Lothringen († nach 1409), zu Florennes, Rumigny, Martigny etc., Tochter von Johann I., Herzog von Lothringen, (Haus Châtenois)
        1. (I) Marie († 1405), Comtesse de Soissons, Erbin von Coucy und Oisy, ⚭ Heinrich von Bar (X 1396), (Haus Scarponnois)
        2. (I) Philippe, Erbin von Morholm, Wirisdale etc., ⚭ Robert de Vere, 9. Earl of Oxford († 1392)
        3. (II) Isabeau († 1411), 1408 Comtesse de Soissons, zu Ferté etc., ⚭ Philipp von Burgund, Graf von Nevers und Graf von Rethel (X 1415), (Haus Burgund)

    2. Raoul († kurz nach 1389), 1347 Seigneur de Montmirail, de La Ferté-Gaucher, d’Havraincourt, d’Encre, de Bailleul et de Hornoy, ⚭ Jeanne de Harcourt, Tochter von Jean V., (Haus Harcourt)
      1. Enguerrand († nach 1392), Seigneur de Montmirail, d’Encre et de Havraincourt
      2. Raoul († 1425), 1415 Bischof von Noyon, Bischof von Metz
      3. Guillaume, Seigneur de Montmirail 1409/11
      4. Blanche († 1437), ⚭ Hugues, Graf von Roucy und Braine († 1395), (Haus Pierrepont)
      5. Marguerite († nach 1419), zu Romeny-sur-Marne, ⚭ Guy de Nesle, Seigneur d’Offemont et de Mello, (Haus Clermont)

    3. Aubert († 1388), 1347 Seigneur de Dronay, ⚭ Jeanne de Villesavoir, Erbin von Droisy († 1392)
      1. Marie, zu Droisy, ⚭ I Gaucher de Mailly, ⚭ II Gaucher de Châtillon, Seigneur de Buisson, 1391/95 bezeugt, (Haus Châtillon), ⚭ III Jean de Lissac
      2. Isabeau († 1413), ⚭ Raoul de Raingeval, 1387/90 bezeugt

  2. Enguerrand († 1344), Vicomte de Meaux, Seigneur de Condé-en-Brie, de La Ferté-Ancoul, d’Autreches etc., ⚭ Marie de Vienne, Erbin vom Rumpst und Schorisse (Escornaix), Witwe von Wilhelm II. von Flandern, Herr zu Dendermonde, Vicomte de Châteaudun, (Haus Dampierre)

### Die Herren von Aalst
1. Rudolf von Gent, 1052 bezeugt; ⚭ Gisela (von Luxemburg), 1052 bezeugt, † 21. Mai, Tochter von Graf Friedrich im Moselgau und NN (von Hammerstein) (Wigeriche)
  1. Balduin von Gent, † 23./24. April 1082, Herr zu Waas, Drongen und Ruiselede; ⚭ Oda, † nach 1096, Nonne in Voorst
    1. Balduin, X 13. Juni 1097 bei der Belagerung von Nicäa, Ritter von Gent, Aalst, Drongen, Waas und Ruiselede; ⚭ Matilde, † 9. Juni
      1. Balduin, 1129 bezeugt, † 24./25. Oktober; ⚭ Lutgarde, Tochter von Walter (wohl Walter van Grimberghe)
        1. Beatrix, † vor 1160; ⚭ Henri, Châtelain de Bourbourg, † nach 1162, Sohn von Themard, Châtelain de Bourbourg, und Livildis, bestattet in der Abtei Saint-Bertin

      2. Iwan, † 8. August 1145, Graf von Aalst, Gent, Waas, Donghen und Liedekerke; ⚭ vor 22. September 1139 Laurette von Flandern, † wohl 1175, Tochter von Dietrich von Elsass, Graf von Flandern, und Swanhilde, als Witwe Nonne in Voorst, sie heiratete in zweiter Ehe 1150, geschieden 1152, Heinrich II., Herzog von Limburg, in dritter Ehe 1152 Raoul I. le Vaillant, Graf von Vermandois (Haus Frankreich-Vermandois), in vierter Ehe vor 1159, geschieden 1163, Heinrich der Blinde, Graf von Namur und Graf von Luxemburg (Haus Namur)
        1. Dirk von Aalst, * 1144, † 20. April 1166; ⚭ Laurette von Hennegau, † 9. Juni 1181, Tochter von Balduin IV. der Erbauer, Graf von Hennegau und Graf von Namur, und Alice von Namur (Haus Flandern), sie heiratete in zweiter Ehe Anfang Januar 1173 Bouchard IV. de Montmorency, Seigneur de Montmorency (Haus Montmorency)

      3.  ? Tochter, ⚭ NN van Dendermonde
        1. Daniel von Dendermonde, nepos von Graf Iwan von Aalst

    2. Siger, 1086/96 bezeugt
    3. Gilbert, 1088 bezeugt
    4. Walter, † nach 1088
    5. Gertrude, † 1138 in Jerusalem, bestattet in Saint-Audomer in Ardres; ⚭ Arnaud (I.) Seigneur d’Ardres, † nach 1136, Sohn von Elbert (III.), Vicomte (de Marchiennes), und Adelais de Licques, bestattet in Saint-Audomer in Ardres
    6. Lutgarde, Nonne in Voorst
    7.  ? Tochter, ⚭ Engelbert (IV.) van Peteghem, † nach 1135

  2. Rudolf (Raoul), X Mitte 1102 im Heiligen Land, Kämmerer (camerarius) von Flandern
  3. Giselbert von Gent, 1058 bezeugt, vermutlich identisch mit Gilbert (von Gent), † wohl 1095, Lord of Folkingham (siehe unten)

### Die Earls of Lincoln
1. Gilbert, † wohl 1095, Landbesitzer in Rowbury Hundred (Berkshire), Church Hanborough und Ewelme (Oxfordshire), sowie zahlreiche in Lincolnshire, Lord of Folkingham, wohl identisch mit Giselbert van Gent, † nach 1058 (siehe oben); ⚭ Alix de Montfort-sur-Risle, † 1139, Dame de Montfort-sur-Risle, Tochter von Hugues II. de Montfort (Haus Bastembourg) und NN de Beaufour, bestattet in Bardney Abbey
  1. Hugo (IV.) von Gent, † wohl nach 1147, Seigneur de Montfort-sur-Risle, erhob sich September 1123 gegen Heinrich I. von England, wurde enterbt und eingekerkert; ⚭ wohl 1120 Adeline de Beaumont, Tochter von Robert de Beaumont, Graf von Meulan, Earl of Leicester, und Elisabeth von Vermandois (Kapetinger)
    1. Robert de Montfort, † 1178; ⚭ Clémence de Fougères, 1194 bezeugt, Tochter von Henri, Seigneur de Fougères (Haus Fougères), und Olive de Penthièvre
      1. Hugues de Montfort, † nach 1189
      2. Robert de Montfort, † vor 1189

    2. Waleran de Montfort, † wohl nach 1147
    3. Tochter; ⚭ Richard of Gloucester, * 1120/25, † 1175, Sohn von Robert, 1. Earl of Gloucester, und Mabel FitzRobert, Countess of Gloucester, erbte Creully von seiner Mutter (Haus Plantagenet)

  2. Robert, 1140–1141 und 1142–1154 Kanzler König Stephans, Dekan von York
  3. Gilbert, † vor seinem Vater
  4. Walter von Gent, † 1139, stellte 1115 Bardney Abbey wieder her, gründete Bridlington Priory, Mönch in Bardney Abbey; ⚭ Mathilde de Penthièvre, Tochter von Stephen of Penthièvre, Graf von Tréguier, 3. Lord Richmond (Haus Rennes), und Havise von Blois (genannt Havise von Guingamp)[1]
    1. Gilbert de Gand, * wohl 1120 in Bridlington, † 1156, bestattet wohl in Bridlington Priory, 1147/48 Earl of Lincoln; ⚭ Rohese de Clare, Tochter von Richard FitzGilbert de Clare (Clare (Familie)) und Agnes/Alicia of Chester[2], sie heiratete in zweiter Ehe (wohl zwischen 1157 und 1163) Robert FitzRobert, Dapifer
      1. Alice de Gand, † 1185, bestattet in Bridlington; ⚭ Simon III. de Senlis, Earl of Huntingdon und Earl of Northampton, * wohl 1138, † Juni 1184, Sohn von Simon II. de Senlis, Earl of Huntingdon and Northampton, und Isabelle de Beaumont, bestattet in St Andrew’s Priory in Northampton

    2. Geoffrey de Gand, † wohl 1150/56
    3. Robert de Gand, † wohl 1191/92, bestattet in Vaudey Abbey; ⚭ (1) Alice Paynell, Witwe von Richard de Courcy, Tochter von William Paynel de Drax und Avice de Rumilly; ⚭ (2) Gunnora de Albini Brito, Tochter von Ralph de Albini Brito (d’Aubigny) und Sibylle de Valoignes, sie heiratete in zweiter Ehe Nicholas de Stuteville († 1217/18) (Stuteville)
      1. (1) Avice de Gand; ⚭ Robert (de Berkeley), † wohl 1195, Sohn von Robert Fitzharding und Eva
      2. (2) Gilbert de Gand, † 1242, wohl Titular Earl of Lincoln; ⚭ NN
        1. Robert de Gaunt, † vor seinem Vater
        2. Gilbert de Gaunt of Folkingham, † 5. Januar 1274 in Folkingham, bestattet in Bridlington, ⚭ NN
          1. Margaret; ⚭ William de Kerdeston of Kerdiston
            1. Roger de Kerdeston, Lord Kerdestin, 1332 Member of Parliament,

          2. Gilbert de Gaunt, * wohl 1249, † 1298, Lord Gaunt; ⚭ vor 26. Januar 1274 Lora de Baliol, † 1309, Tochter von Henry de Baliol of Cavers, Chamberlain of Scotland, und Lorette de Valoignes (Haus Balliol)
          3. Nichole, † 1284, bestattet in Hazelwood Chapel bei Tadcaster; ⚭ 1273 oder früher Piers de Maulay of Mulgrave and Doncaster, Yorkshire, * 22. Juli 1249, † 6. September 1308, Lord Maulay, Sohn von Piers de Maulay,
          4. Julienne, * vor 1258, † nach 1311

        3. Gunnor; ⚭ Ralph de Sucheville

    4. Baldwin de Gand, wohl 1139/47 bezeugt
    5. Alice de Gand; ⚭ (1) Ilbert de Lacy, 3. Baron of Pontefract, 3. Lord of Bowland, in der Schlacht von Lincoln (1141) gefangen genommen, † zwischen Februar 1141 und Mai 1143, Sohn von Robert de Lacy und Matilda, bestattet wohl in Pontefract Priory (Lacy); ⚭ (2) wohl zwischen Februar 1141 und 20. Juni 1143, Roger de Mowbray, † Ende 1187/1188, Sohn von Nele (Nigel) d’Aubigny und Gundred de Gournay, (Haus Mowbray)
    6.  ? Agnes; ⚭ William de Mohun, 1. Earl of Somerset, † wohl 1155, Sohn von William de Mohun
    7. Matilda de Gand; ⚭ William de Welle of Wells and Claxby, Norfolk, Sohn von Walter FitzRademer

  5. Henri
  6. Ralph
  7.  ? Emma de Gant; ⚭ Alan de Percy, 2. Baron of Topcliffe, † wohl zwischen 1130 und Juli 1138, Sohn von William de Percy und Emma de Port
  8. Tochter, † nach 1102 im Heiligen Land; ⚭ Ivo de Grandmesnil, † nach 1102 im Heiligen Land, Sohn von Hugues de Grandmesnil und Adelise de Beaumont-sur-Oise (Grandmesnil)
  9. Tochter; ⚭ Baldwin